# Eucera maxima
Eucera maxima är en biart som beskrevs av Borek Tkalcu 1987. Eucera maxima ingår i släktet långhornsbin, och familjen långtungebin. Inga underarter finns listade i Catalogue of Life.